# Roupie afghane
Pour les articles homonymes, voir Roupie.
La roupie afghane est l'ancienne unité monétaire de l'émirat d'Afghanistan, puis du royaume d'Afghanistan, de 1891 à 1925. Elle est remplacée par l'afghani.

## Histoire
Avant la réforme monétaire de 1891 orchestrée par les Britanniques, des roupies en argent émises localement circulaient au sein de l'émirat, appelée « roupie de Kaboul » et « roupie de Kandahar ». Elles étaient divisées en falus (petite monnaie en cuivre). Des pièces d'or appelée mohur étaient aussi frappées. Les taux de conversions variaient considérablement d'une région l'autre. Par ailleurs, chaque région afghane produisait son propre type de monnaie.
En 1891, sous le règne d'Abdur Rahman Khan, une nouvelle monnaie est créée, basée sur la roupie de Kaboul. La roupie est divisée en 60 paise, un paisa valant 10 dinars. Les sous-unités de la roupie afghane portent des noms spécifiques : la pièce de 5 paise en bronze s'appelle shahi, celle de 10 paise en argent sanar, celle de 20 paise en argent abbasi, celle de 30 paise en argent qiran. Les pièces de 10 roupies prennent le nom de tilla ou amani et sont en or métal.
La roupie afghane est remplacée sous le régime du royaume d'Afghanistan en 1925 par l'afghani.

## Émissions monétaires

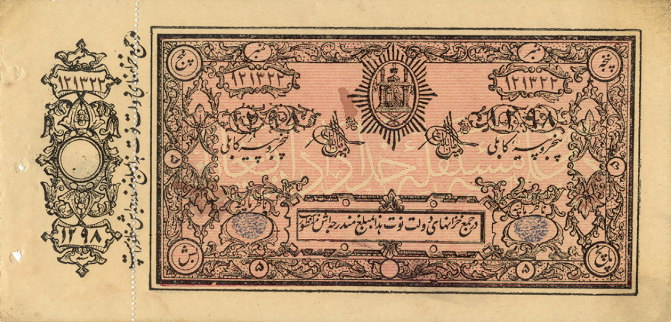
Billet de 5 roupies, type 1919 (recto).

### Billets de banque
En 1919, des billets garantis par le Trésor public sont produits pour des valeurs de 1, 5, 10, 50 et 100 roupies. 

### Pièces de monnaie
Les premières roupies d'argent sont frappées dès 1891 pour un poids à l'unité de 9,2 g à 900 millièmes. À partir de 1911, sous Habibullah Khan, le titrage passe à 500 millièmes, pour revenir en 1919 à un indice de pureté élevé. On trouve également des pièces de ½, 2½ et 5 roupies en argent. En 1920, la pièce d'un amani d'or pèse 4,6 g.

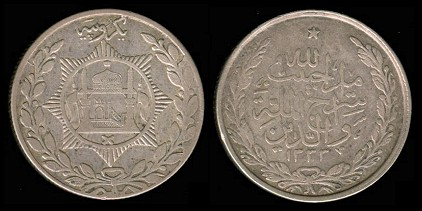
Pièce de 1 roupie en argent (recto-verso, 1333 hégire - 1915).
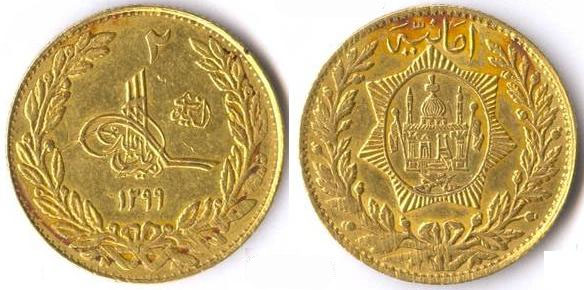
Pièce de 2 amanis en or (recto-verso, 1920).